# Coherència (física)
La coherència és la propietat de les ones (i, en general, de qualsevol estat físic ondulatori) que els permet exhibir interferència. També és el paràmetre que quantifica la qualitat de la interferència (també conegut com a grau de coherència). El concepte fou introduït originalment en òptica a partir de l'experiment de la doble escletxa de Thomas Young, però actualment s'utilitza en qualsevol camp que treballi amb estats ondulatoris, com l'acústica, l'enginyeria elèctrica i la física quàntica.
En una situació d'interferència es combinen dos estats ondulatoris i, en funció de la fase relativa entre ells, poden interferir constructivament (que resulta en una intensitat major) o destructivament (que resulta en una intensitat menor). El grau de coherència mesura el grau en què les ones poden anul·lar-se mútuament a causa de la interferència destructiva. La propietat de la coherència és bàsica en aplicacions com l'holografia, el giròscop de Sagnac, xarxes d'antenes, radiotelescopis o interferòmetres.
En l'estudi de la coherència cal diferenciar entre la coherència temporal i la coherència espacial. Si les ones que interfereixen no són monocromàtiques també caldrà considerar la coherència espectral.

## Coherència temporal
La coherència temporal està relacionada amb la correlació de la fase d'energia de l'ona en un determinat punt arribat per la mateixa en dos instants de temps diferents. Si es considera el camp elèctric en un punt {\displaystyle P} en dos instants diferents {\displaystyle t} y {\displaystyle t+T} es defineix el temps de coherència com el màxim valor de {\displaystyle T} perquè la diferència de fase entre el camp d'ambdós punts es mantingui predictible.
La coherència temporal es pot mesurar amb l'interferòmetre de Michelson, en el que es divideix el feix de referència en dos feixos que es fan interferir entre si.
L'elevat índex de coherència temporal dels generadors làser és explotat en diverses aplicacions com per a mesures distàncies, velocitats, vibracions, etc.

## Coherència espacial[2]
La coherència espacial fa referència a una relació de fase definida entre punts diferents d'una secció transversal d'un feix lluminós. Per a il·lustrar aquest concepte si es consideren 2 punts {\displaystyle p_{1}} i {\displaystyle p_{2}} que es troben en la mateixa secció transversal del feix (superfície perpendicular a la direcció de propagació), i siguin {\displaystyle E1(t)} i {\displaystyle E2(t)} els camps elèctrics en ambdós punts. Si la diferència de fase entre els camps roman constant en qualsevol instant {\displaystyle t>0} es diu que entre ambdós punts hi ha una coherència espacial perfecta.
En general per a un determinat punt {\displaystyle P_{1}}, els punts {\displaystyle P_{2}}, per als que es compleix la condició de coherència espacial, romanen a una àrea limitada entorn de {\displaystyle P_{1}} anomenada àrea de coherència, pel que es diu que el feix presenta coherència espacial parcial.
Per a les fonts lluminoses convencionals l'àrea de coherència és de l'ordre de 0,0001 mm quadrats, mentre que per al làser és de l'ordre d'1 mm quadrat.
La forma de detectar la coherència espacial en un feix lluminós és mitjançant l'experiment de Young.
També influirà en la divergència del feix làser i, per tant, estarà relacionat amb la direccionalitat; també afecta a la mida del punt de focalització produïda en travessar el feix làser una lent.